# Hiéroglyphe égyptien S1
L'Hedjet, en hiéroglyphes égyptiens, est classifiée dans la section S « Couronnes, vêtements, sceptres, etc. » de la liste de Gardiner ; cet hiéroglyphe y est noté S1.

## Représentation
Il représente la couronne blanche Hedjet de Haute-Égypte. Il est translittéré ḥḏt, nswt, ṯn, ḥḏ ou šmꜥ.w.

## Utilisation
| T3 | t | S1 |

| T3 | t | S1 |

souverain ainsi que d'autre dénomination éventuelle de la couronne blanche.
Il est aussi utilisé comme phonogramme bilitère de valeur ṯn ou ḥḏ.